# Просік

Про́сік (косовик)  (англ. cross, breakthrough, cross-cut, through-cut, breakoff, parallel road, gob road, back entry, air head; нім. Begleitort n, Begleitstrecke f, Durchhieb m, Durchschlag m, Begleitstrecke f, Nebenstrecke f) — допоміжна горизонтальна підземна виробка, призначена для провітрювання або з'єднання інших виробок у процесі їх проходження. П. проходять паралельно штреку, частіше всього в товщі корисної копалини і з'єднують зі штреком за допомогою печей (рис.). П. використовують також для пересування людей і транспортування вантажів. В останньому випадку по П. прокладають конвеєр.горизонтальна гірнича виробка, У вугільних шахтах просік — це найчастіше виробка проведена лише по пласту вугілля (без присічки бокових порід), паралельно штрекові, який охороняється ціликом вугілля.
Назва «косовик» застосовуться, якщо штрек охороняється бутовою смугою.
Косовик формується у розкосині між вугільним масивом (ціликом) та смугою закладального матеріалу. Служить для провітрювання вибою та збору води при проведенні виробок широким вибоєм.